# حوض سمك

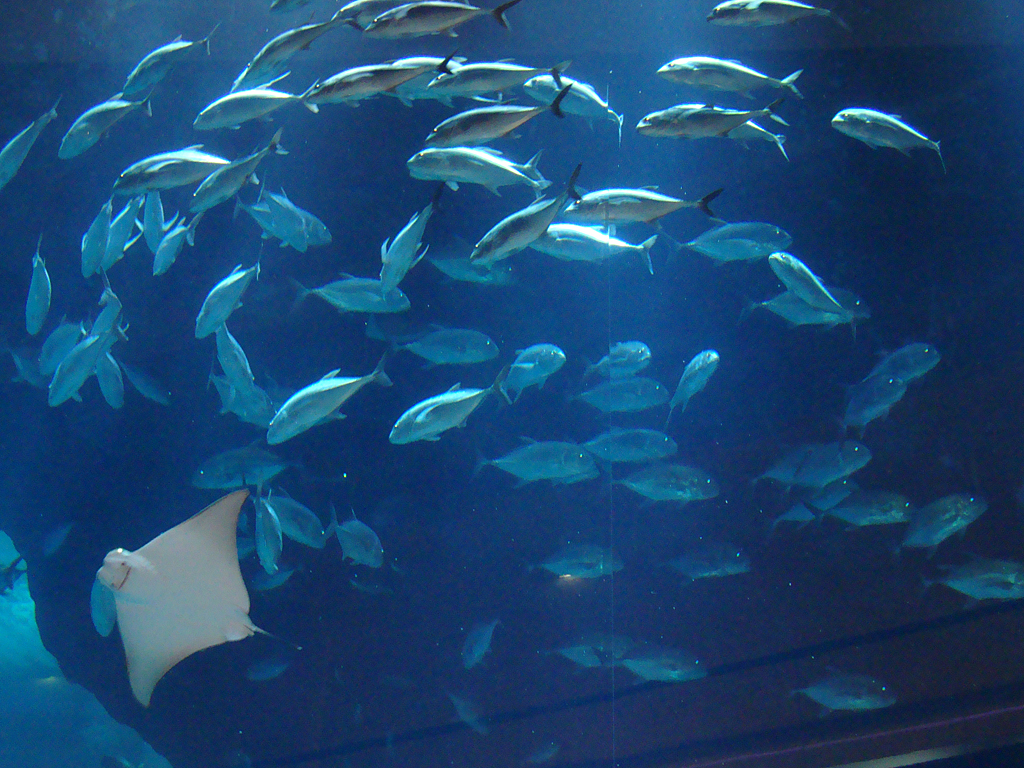
حوض الأسماك في مول دبي.

حوض الأحياء المائية أو حوض الأسماك (باللاتينية: Aquarium) أو المَرْبَمَاءُ (نحت: مَرْبَى مَائِيّ) أو المَرْبَى المَائِيُّ أو المَمَاهَةُ أو المَسْمَكُ وهو مكان لتربية الحيوانات أو النباتات المائية يتكون من جانب شفاف واحد أو أكثر ويكون ممتلئا بالماء. يستخدم حوض للأحياء المائية لوضع الأسماك، واللافقاريات المائية، والبرمائيات، والسلاحف، والنباتات المائية.

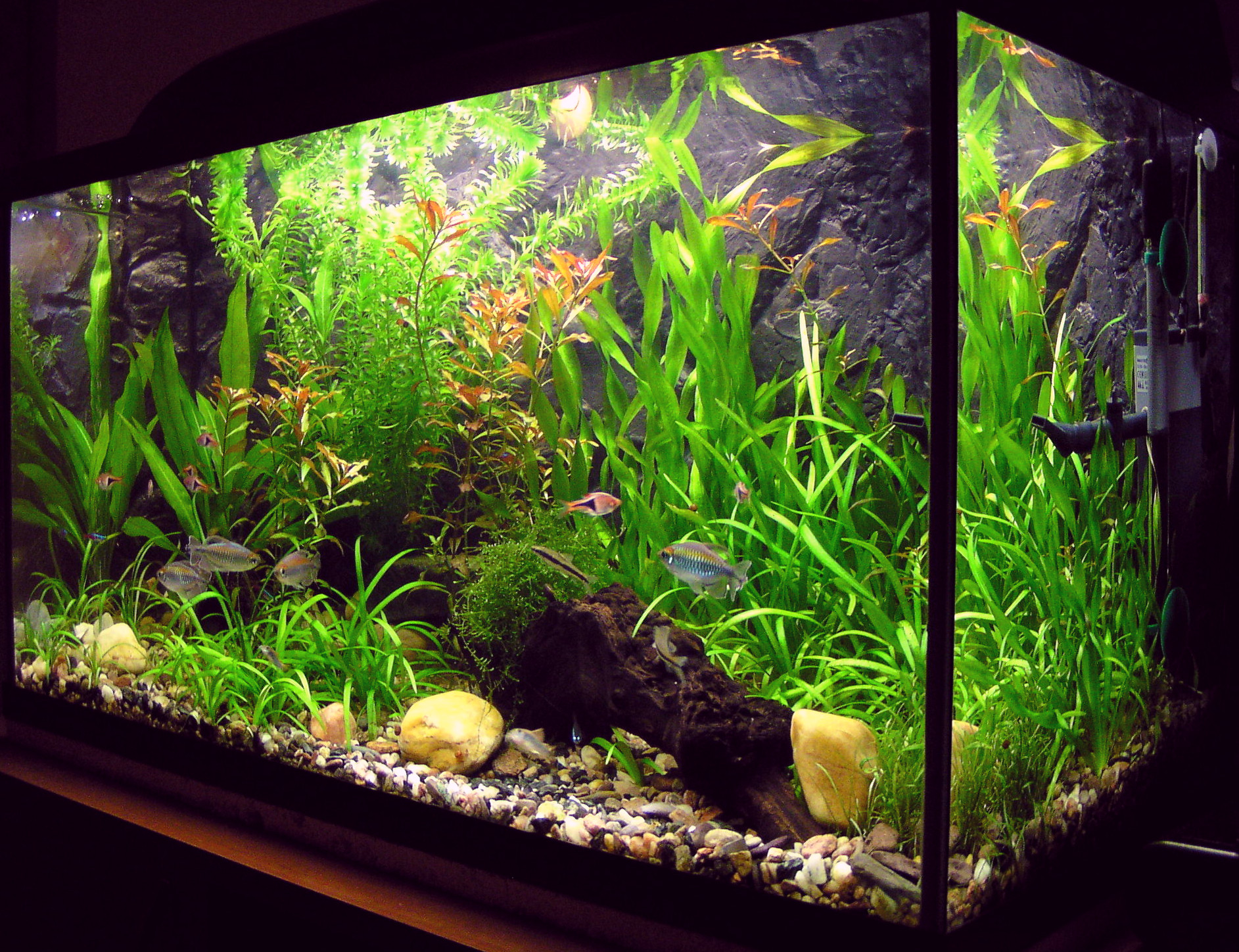
حوض أسماك يحوي أسماك استوائية ونباتات.